# Едгар Бернгардт
Едгар Андрійович Бернгардт (нім. Edgar Bernhardt / кирг. Эдгар Андреевич Бернхардт; нар. 30 березня 1986, с. Новопавлівка, Киргизька РСР) — киргизький та німецький футболіст, півзахисник «Дордоя».

## Клубна кар'єра
Народився в селі Новопавлівка Чуйської області. Але в ранньому віці разом з родиною переїхав до німецького міста Штемведе. Футболом розпочав займатися в німецьких клубах ТуС Леверн та «Пройзен» (Еспелькамп), після чого перейшов до тогочасного представника Регіоналліги «Оснабрюк». Дебютував за першу команду в поєдинку 1-го туру Регіоналліги 2004/05 проти «Кельна II», вийшовши на поле на 74-й хвилині замість Джо Енохса. Після двох років в «Оснабрюкі», декількох матчів у регіональній лізі та як основний гравець другої команди в Оберлізі «Північ», Бернгардт перейшов до другої команди «Айнтрахту» (Брауншвейг). У еовій команді також був основним футболістом.
У 2007 році підписав контракт з представником другого дивізіону чемпіонату Нідерландів, «Емменом». У складі нової команди дебютував у виїзному поєдинку 1-го туру Ерестедивізі 2007/08 проти «Гоу Егед Іглз», вийшовши на поле на 55-й хвилині замість Мортена Фрітца. Дебютним голом на професіональному рівні відзначився в домашньому поєдинку проти «Гелмонд Спорт». Однак закріпитися в команді не зміг й повернувся в «Оснабрюк», який на той час вже грав у Другій Бундеслізі, де провів 1 поєдинок. Переважну більшість ігрового часу виступав за другу команду в Оберлізі Нижня Саксонія-Захід.
Влітку 2009 року перейшов у «Вупперталер» з Третьої ліги, в якому отримував більше ігрової практики, але в більш ніж половині матчів виходив на поле з лави запасних. У серпні 2010 року перебрався в клуб вищого дивізіону чемпіонату Фінляндії «Ваасан Паллосеура». У новій команді швидко став гравцем основи, продовжив термін угоди на один рік, до 31 грудня 2011 року. З 1 січня 2012 року перебував без клубу. У листопаді 2011 року побував на перегляді в представника польської Екстракляси «Легія» (Варшава), також відіграв за варшавський клуб у товариському матчі. Однак до підписання контракту справа так і не дійшла.
Наприкінці травня 2012 року Бернхардт знайшов новий клуб у Фінляндії. Клуб першого дивізіону національного чемпіонату «Лахті» підписав контракт до кінця сезону 2012 року. У «Лахті» відразу ж став основним гравцем та відзначився двома голами в десяти поєдинках.
Два з половиною місяці по тому, на початку серпня підписав 1-річний контракт (з можливістю продовження ще на сезон) з представником польської Першої ліги, ФК «Краковія». Дебютував у футболці краківського клубу 22 серпня 2014 року в матчі проти «Окоцимськи» (Бжесько). У «Краковії» швидко став основним гравцем та допоміг команді вийти до Екстракласи. На початку сезону 2013/14 років використовувався лише епізодично на початку сезону, але вже в кінці сезону почав регулярно грати за першу команду. По завершенні контакту побував на перегляді в «Завіші» (Бидгощ), але команді не підійшов. Тому Едгар вирішив шукати собі новий клуб у Фінляндії, де став гравцем «Яро». За клуб провів 7 поєдинків. У другій частині сезону 2014/15 років захищав кольори першолігового «Відзева». Підписав з командою контракт до завершення сезону з можливістю продовження ще на два роки, але вилетів з «Відзевом» у Другу лігу. Після одинадцяти матчів ліги за «Відзева» перейшов у другий дивізіон Таїланду в «Прачуапі», а в 2016 році перейшов до оманського «Аль-Оруба». У червні 2016 року після тренування-перегляду з командою німецької Регіоналліги «Енергі», підписав контракт з котбуським клубом. Але з невідомих причин у серпні 2016 року контракт з Едгаром було розірвано. 12 серпня 2016 року Бернхардт підписав контракт із представником Регіоналліги «Захід» СВ Редінгхаузеном «Редінггаузен».
У сезоні 2017/18 років Бернгардт приєднався до клубу першої ліги «Сталь» (Мелець). Але вже в наступну зимову перерву перейшов до іншого першолігового клубу ліги ГКС (Тихи). Влітку 2019 року перебрався в «Кедах» з Ліги Супер Малайзії. До кінця жовтня зіграв 7 матчів у Суперлізі Малайзії. У листопаді залишив Малайзію та переїхав до Бангладеш, де приєднався до «Дака Абахані». Клуб з Дакки виступає у найвищій лізі країни — Прем'єр-ліги Бангладеш.
1 серпня 2020 року бішкекський «Дордой» оголосив проп підписання контракту з Едгаром до завершення сезону 2020 року.

## Кар'єра в збірній
13 грудня 2014 року дебютував у футболці збірної Киргизстану в товариському матчі з Китаєм (0:4). 11 червня 2015 року відзначився дебютним голом за Киргизстан у кваліфікації чемпіонату світу проти Бангладеш (3:1). На Кубку Азії 2019 в Об'єднаних Арабських Еміратах вийшов у 1/8 фіналу з Киргизстану й поступився в ньому з рахунком 2:3 господарям турніру.

## Статистика виступів

### У збірній

#### По роках
Станом на 19 листопада 2019
| Національна збірна | Рік     | Матчі | Голи |
| ------------------ | ------- | ----- | ---- |
| Киргизстан         | 2015    | 7     | 1    |
| Киргизстан         | 2016    | 7     | 0    |
| Киргизстан         | 2017    | 4     | 0    |
| Киргизстан         | 2018    | 7     | 0    |
| Киргизстан         | 2019    | 10    | 3    |
| Загалом            | Загалом | 35    | 4    |

#### По матчах
| Дата       | Місто         | Господарі  | Результат  | Гості          | Турнір                        | Голи | Примітки |
| ---------- | ------------- | ---------- | ---------- | -------------- | ----------------------------- | ---- | -------- |
| 07-01-2019 | Аль-Айн       | КНР        | 2 – 1      | Киргизстан     | Кубок Азії 2019 - 1-й етап    | -    | 82'      |
| 11-01-2019 | Аль-Айн       | Киргизстан | 0 – 1      | Південна Корея | Кубок Азії 2019 - 1-й етап    | -    | 77'      |
| 16-01-2019 | Дубай (місто) | Киргизстан | 3 – 1      | Філіппіни      | Кубок Азії 2019 - 1-й етап    | -    | 66'      |
| 21-01-2019 | Абу-Дабі      | ОАЕ        | 3 – 2 д.ч. | Киргизстан     | Кубок Азії 2019 - 1/16 фіналу | -    | 64'      |
| Усього     |               | Матчів     | 38         |                | Голів                         | 4    |          |

#### Голи за збірну
Рахунок та результат збірної киргизстану в таблиці подано на першому місці
| №  | Дата           | Місце                                     | Суперник  | Рахунок | Результат | Змагання                           |  |
| -- | -------------- | ----------------------------------------- | --------- | ------- | --------- | ---------------------------------- |  |
| 1. | 11 червня 2015 | Дакка, Дакка, Бангладеш                   | Бангладеш | 1–0     | 3–1       | кваліфікація чемпіонату світу 2018 |  |
| 2  | 10 жовтня 2019 | ім. Долона Омурзакова, Бішкек, Киргизстан | М'янма    | 1–0     | 7–0       | кваліфікація чемпіонату світу 2022 |  |
| 3  | 10 жовтня 2019 | ім. Долона Омурзакова, Бішкек, Киргизстан | М'янма    | 2–0     | 7–0       | кваліфікація чемпіонату світу 2022 |  |
| 4  | 10 жовтня 2019 | ім. Долона Омурзакова, Бішкек, Киргизстан | М'янма    | 7–0     | 7–0       | кваліфікація чемпіонату світу 2022 |  |

## Досягнення

### Клубні
«Краковія»
- Перша ліга Польщі
  -  Срібний призер (1): 2012/13

«Кедах»
- Кубок ліги Малайзії
  -  Володар (1): 2019

- Кубок Малайзії
  -  Фіналіст (1): 2019